# Đại học Reggio Calabria
Trường Đại học Reggio Calabria (tiếng Ý: Università di Mediterranea Reggio Calabria) là một trường đại học nằm ở Reggio Calabria, Italia. Trường được thành lập vào năm 1968 và được tổ chức thành 4 khoa.
Ngày 17 tháng 6 năm 1968, Viện đại học Kiến trúc tự do được thành lập tại Reggio Calabria. 81 sinh viên được nhận vào học. Các bài giảng đầu tiên được tổ chức trong phòng hội đồng của văn phòng tỉnh. Hai năm sau vào tháng 2 năm 1970 các IUSA (Viện đại học kiến trúc nhà nước) được thành lập với hiệu trưởng là tiến sĩ Francesco Pontorieri. Năm 1972, biểu tượng của trường đại học đã được lựa chọn lấy cảm hứng từ những đồng tiền vàng cổ xưa nhất tại Bảo tàng Quốc gia ở Reggio Calabria: nó là đầu của con sư tử Nemean có niên đại từ 400 TCN. Việc chuyển đổi từ I.U.S.A. sang một trường Đại học nhà nước được thực hiện thông qua một đạo luật được thông qua vào năm 1982: các khoa mới Công trình và Khoa học Nông nghiệp đã được thành lập ở Reggio Calabria, trong khi liên quan đến khoa Y khoa và Luật đã được tạo ra tại Catanzaro.